# Actenoides
Actenoides – rodzaj ptaków z podrodziny łowców (Halcyoninae) w rodzinie zimorodkowatych (Alcedinidae).

## Zasięg występowania
Rodzaj obejmuje gatunki występujące na Celebesie, Wyspach Salomona, Filipinach, Sumatrze, Borneo i Półwyspie Malajskim.

## Morfologia
Długość ciała 23–32 cm; masa ciała 105–215 g.

## Systematyka

### Etymologia
- Actenoides: gr. ακτις aktis, ακτινος aktinos „promień, blask, splendor”; -οιδης -oidēs „przypominający”[7].
- Astacophilus: gr. αστακος astakos „rak”; φιλος philos „miłośnik”[8]. Gatunek typowy: Dacelo lindsayi Vigors, 1831.
- Caridagrus: gr. καρις karis, καριδος karidos „krab”; αγρεω agreō „polować”[9]. Gatunek typowy: Dacelo concreta Temminck. 1825.
- Dacelalcyon: zbitka wyrazowa nazw rodzajów: Dacelo W.E. Leach, 1815 (kukabura) oraz Halcyon Swainson, 1821 (łowiec)[10]. Gatunek typowy: Dacelalcyon confusus Mathews, 1918 (= Halcyon (Paralcyon) monachus Bonaparte, 1850).

### Podział systematyczny
Do rodzaju należą następujące gatunki:
- Actenoides princeps (Reichenbach, 1851) – krasnogłów łuskowany
- Actenoides monachus (Bonaparte, 1850) – krasnogłów białogardły
- Actenoides fulgidus (Gould, 1857) – krasnogłów białorzytny
- Actenoides bougainvillei (Rothschild, 1904) – krasnogłów wąsaty
- Actenoides concretus (Temminck, 1825) – krasnogłów sundajski
- Actenoides lindsayi (Vigors, 1831) – krasnogłów plamisty
- Actenoides hombroni Bonaparte, 1850 – krasnogłów modry